# Хемниц, Богуслав Филипп
Богуслав (Богислав) Филипп Хемниц (нем. Bogislaw Philipp von Chemnitz; 9 мая 1605, Штеттин — 19 мая 1678, Хоф-Хальст, Вестманланд, Швеция) — немецкий юрист, протестантский богослов, историограф, историк права.

## Биография
Сын Мартина Хемница (1561—1627), профессора Ростокского университета
Внук Мартина Хемница (1522—1586), протестантского богослова и реформатора. Изучал историю и право в университетах Ростока и Йены. В 1627 году, вскоре после смерти отца, поступил солдатом на службу Республики Соединённых провинций, присоединился к шведской армии под командованием Густава II Адольфа после его высадки в Померании в 1630 году, достигнув звания капитана. С 1630 года работал на административных должностях в шведской Померании и Силезии.
Ещё в 1620 году написал несколько политических трактатов и обратил внимание на свою брошюру Senatus deonim de presentibus… Germanice miseriis , описывающую печальное состояние Германии того времени. Вероятно, летом 1642 г. отправился в Швецию.
По указу канцлера Швеции Акселя Оксеншерна был принят на шведскую службу,  королевой Кристиной  в 1644 году назначен советником и историографом.
Посвящён  королевой Кристиной в 1648 году в рыцари и носил титул фон Хемниц. В 1649 году королева Кристина подарила ему семь поместий в Швеции.
С 1637 года, нанятый на службу в шведскую армейскую администрацию, начал писать свои исторические труды, проявив себя как противник германских императоров Дома Габсбургов.
Автор важного для истории тридцатилетней войны труда «Die Königl. schwedische in Teutschland geführte Krieg» (Штеттин, 1648 и Стокгольм, 1653 и 1853). Ему также приписывается направленное против Габсбургов сочинение: «De ratione status in imperio nostro Romano-Germanico etc.» (1640 и 1647 под псевдонимом Hippolitus a Lapide).